# راوند كفي
راوند كفي أو راوند راحي أو الرواند الصيني (الاسم العلمي:Rheum palmatum) هو نوع من النباتات يتبع جنس الراوند من الفصيلة البطباطية.